# Bandiera del Friuli-Venezia Giulia

Bandiera della Regione Friuli-Venezia Giulia

La bandiera della Regione autonoma Friuli Venezia Giulia (bandiere dal Friûl-Vignesie Julie in friulano e zastava Furlanije-Julijske krajine in sloveno) mostra "d'azzurro all'aquila d'oro al volo spiegato, afferrante con gli artigli una corona turrita d'argento" derivante dallo stemma ufficiale della Regione (Decreto del Presidente della Repubblica, 8/12/1967, pubbl. Bollettino Ufficiale della Regione FVG n. 5 dell'8/2/1968), e nei colori ricorda l'antico vessillo friulano con l'aquila del Patriarca Bertrando di San Genesio, e un'immagine allegorica d'aquila rinvenuta su di un antico vaso custodito nel museo di Aquileia, e quindi si collega all'antico Patriarcato di Aquileia che segnò la storia del Friuli.